# Шейл, Кейт Лин
Кейт Лин Шейл (англ. Kate Lyn Sheil; род. 13 июня 1985, Джерси-Сити, Нью-Джерси, США) — американская актриса, получившая известность по ролям в независимом кино.

## Биография и карьера
Родилась 13 июня 1985 года в Джерси-Сити в штате Нью-Джерси. В 2006 окончила известную Тишскую школу искусств Нью-Йоркского университета со степенью бакалавра изобразительных искусств, а также посещала Институт театра и кино Ли Страсберга, где изучала актёрское мастерство.
В начале 2010-х начала активно сниматься в независимом кино: он играла в фильмах Адама Вингарда, Эми Сейметц, Алекса Росса Перри, Джо Суонберга и других. С 2014 по 2017 она снималась в сериале от Netflix «Карточный домик», в роли Лизы Уильямс, любовницы одной из главных героинь Рэйчел Познер.
В 2016 журнал Rolling Stone назвал её «Мерил Стрип микробюджетного кино».
В 2017 снялась в небольшой роли в военной драме «Спасибо за вашу службу».

## Фильмография
| Год       |   | Русское название       | Оригинальное название      | Роль                    |
| --------- | - | ---------------------- | -------------------------- | ----------------------- |
| 2011      | ф | Тебе конец!            | You're Next                | Талия                   |
| 2012      | ф | З/Л/О                  | V/H/S                      | девушка                 |
| 2012      | ф | Солнце, не свети       | Sun Don't Shine            | Кристал                 |
| 2013      | ф | Таинство               | The Sacrament              | Сара                    |
| 2014      | ф | Послушай, Филип        | Listen Up Philip           | Нэнси                   |
| 2014—2017 | с | Карточный домик        | House of Cards             | Лиза Уильямс            |
| 2015      | ф | Королева Земли         | Queen of Earth             | Мишель                  |
| 2015      | ф | Равные                 | Equals                     | Кейт                    |
| 2016      | с | Девушка по вызову      | The Girlfriend Experience  | Эйвери Сур              |
| 2016      | ф | Плохое сердце Бастера  | Basrer’s Mal Heart         | Марти Куэйатл           |
| 2016—2017 | с | Изгой                  | Outcast                    | Эллисон Барнс           |
| 2017      | ф | Золотые выходы         | Golden Exits               | пациентка               |
| 2017      | ф | Медведь Бригсби        | Brigsby Bear               | Уитни / сёстры Смайлз   |
| 2017      | ф | Спасибо за вашу службу | Thank You for Your Service | Белл                    |
| 2017—2019 | с | Проще простого         | Easy                       | соседка Энни по комнате |
| 2018—2019 | с | Кайф с доставкой       | High Maintenance           | Джулс                   |
| 2019      | ф | Звук тишины            | The Sound of Silence       | Нэнси                   |